# Hajnal András (műugró)
Hajnal András (Budapest, 1982. február 21. –) magyar műugró, többszörös korosztályos és felnőtt bajnok, a Szolnoki Honvéd SE sportolója, fotós, közgazdász.

## Életpályája
Ötször választottak a legjobb magyar férfi műugrónak. Két olimpián szerepelt (2000-ben és 2004-ben), legnagyobb sikerét Lengyel Imrével érte el, akivel 2002-ben a berlini Európa-bajnokságon szinkrontoronyugrásban ezüstérmet szerzett.
A 2010-es műugró országos bajnokságon négy számban is győzni tudott (1 méteren, 3 méter szinkronban, 10 méter toronyban és 10 méter torony szinkronban). A margitszigeti műugró Európa-bajnokságon – 370.60 ponteredménnyel – a 10 méteres torony versenyszámában a 11., míg az 1 méteres számban a 16. helyen végzett.
2006-tól foglalkozik fotózással, főként fekete-fehér képeket alkot. A „Jel-képek” elnevezésű ablaktárlata 2008. augusztus 9-én volt látható a margitszigeti Holdudvarban, míg az „Életképek a föld alatt” című kiállítását a Földalatti Vasúti Múzeumban mutatták be 2009 júliusában.
Előbb a Budapesti Gazdasági Főiskola Kereskedelmi, Vendéglátóipari és Idegenforgalmi Karon, majd a Széchenyi István Egyetem európai uniós közgazdász szakán szerzett diplomát. A toronyugrásban rekordot jelentő, 16 országos bajnoki címmel büszkélkedő sportoló 2014 augusztusában – egy, a Kossuth Rádiónak adott interjújában – bejelentette, miszerint felhagy az aktív versenyzéssel.

## Eredmények
| Sportesemény                 | Versenyszámok | Versenyszámok | Versenyszámok | Versenyszámok | Versenyszámok |
| Sportesemény                 | 1 m           | 3 m           | 3 m szinkron  | 10 m torony   | 10 m szinkron |
| ---------------------------- | ------------- | ------------- | ------------- | ------------- | ------------- |
| 2000-es nyári olimpia        | –             | –             | –             | 34.           | –             |
| 2004-es világkupa            | –             | –             | –             | 20.           | –             |
| 2004-es nyári olimpia        | –             | –             | –             | 33.           | –             |
| 2006-os műugró-Eb            | –             | –             | –             | 10.           | –             |
| 2008-as OB                   |               |               | –             |               | –             |
| 2008-as műugró-Eb            | –             | –             | –             | 11.           | –             |
| 2009-es mű- és toronyugró-Eb | –             | –             | –             | 14.           | –             |
| 2010-es OB                   |               |               | –             |               |               |
| 2010-es bolzanoi Gran Prix   | –             | –             | –             | 8.            | –             |
| 2010-es műugró-Eb            | 16.           | –             | –             | 11.           | –             |
| 2012-es OB                   | –             | –             |               |               |               |
| 2013-as OB                   | –             | –             | –             |               |               |